# Sesenta y cinco
El sesenta y cinco (65) es el número natural que sigue al sesenta y cuatro y precede al sesenta y seis.

## Propiedades matemáticas
- Es un número compuesto, que tiene los siguientes factores propios: 1, 5 y 13. Como la suma de sus factores es 19 < 65, se trata de un número defectivo.
- Es la constante mágica de un cuadrado mágico de 5 × 5:

{\displaystyle {\begin{bmatrix}17&24&1&8&15\\23&5&7&14&16\\4&6&13&20&22\\10&12&19&21&3\\11&18&25&2&9\end{bmatrix}}.}
- Hay 65 números idóneos conocidos.
- 65 es el número entero más pequeño que se puede expresar como suma de dos cuadrados positivos distintos de dos (o más) maneras: 65 = 82 + 12 = 72 + 42.

## Ciencia
- 65 es el número atómico del terbio.
- Objeto astronómico del catálogo Messier M65 es una galaxia espiral en la  constelación Leo.
- Objeto astronómico del Nuevo Catálogo General NGC 65 es una galaxia lenticular localizada en la constelación de Cetus.